# Peter Wiersum
Peter Wiersum (Sutton Coldfield, Engeland, 1 november 1984) is een Nederlandse stuurman. Hij nam driemaal deel aan de Olympische Spelen en won in 2016 een bronzen medaille.
Peter Wiersum begon met sturen op de D.S.R. Proteus-Eretes. Hierna is hij doorgestroomd naar de roeibond als stuur van de lichte acht op het WK in 2007. Hier werd goud veroverd en had hij zijn doorbraak als topstuur. vanaf 2008 verving voormalig stuurman van de Holland Acht Chun Wei Cheung, die op 34-jarige leeftijd overleed aan leverkanker. In 2008 vertegenwoordigt hij Nederland op de Olympische Spelen van 2008 in Peking. Het team kwalificeerde zich ternauwernood door het laatste slot te bemachtigen met een overwinning op de wereldbeker in het Poolse Poznań. Op de Spelen plaatste het Nederlandse team zich via de herkansing voor de finale. In de finale greep het team met een vierde plaats net naast een medaille. Vier jaar later tijdens de Spelen in Londen eindigde de Holland Acht zelfs nog een plaats lager. Bij zijn derde Spelen had Wiersum eindelijk succes. Na een spannende finale won hij een bronzen medaille in de Acht bij de Spelen.

## Titels
- Wereldkampioen (licht acht met stuurman) - 2007
- Nederlands kampioen (acht met stuurman) - 2008

## Palmares

### roeien (lichte acht met stuurman)
- 2006: 5e Worldcup Luzern
- 2007:  Worldcup Amsterdam, Nederland
- 2007:  Worldcup Luzern, Zwitserland
- 2007:  WK München, Duitsland

### roeien (acht met stuurman)
- 2008: 1e Olympisch Kwalificatietoernooi
- 2008: 4e Olympische Spelen van Peking
- 2009:  Worldcup Luzern, Zwitserland
- 2009:  WK Poznań, Polen
- 2012: 5e Olympische Spelen van Londen
- 2013:  Europese Kampioenschappen Sevilla, Spanje
- 2015:  WK Aiguebelette, Frankrijk
- 2016:  Worldcup Varese, Italië
- 2016:  Worldcup Luzern, Zwitserland
- 2016:  Olympische Spelen Rio de Janeiro, Brazilië

Olivier Siegelaar · 
Rogier Blink · 
Jozef Klaassen · 
Meindert Klem · 
David Kuiper · 
Reinder Lubbers ·  
Mitchel Steenman · 
Olaf van Andel · 
Diederik Simon · 
Peter Wiersum (stuurman)
Rogier Blink · 
Roel Braas · 
Sjoerd Hamburger · 
Jozef Klaassen · 
Olivier Siegelaar · 
Diederik Simon · 
Mitchel Steenman · 
Matthijs Vellenga · 
Peter Wiersum (stuurman)
Kaj Hendriks · 
Robert Lücken · 
Boaz Meylink · 
Boudewijn Röell · 
Olivier Siegelaar · 
Dirk Uittenbogaard · 
Mechiel Versluis · 
Tone Wieten · 
Peter Wiersum (stuurman)